# Episodi di Dark (seconda stagione)

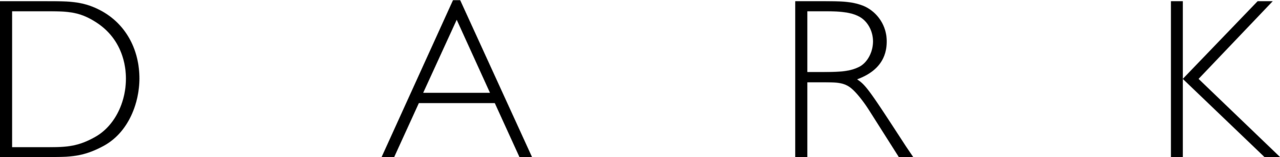

La seconda stagione della serie televisiva Dark è stata interamente pubblicata sul servizio streaming Netflix il 21 giugno 2019.
| nº | Titolo originale      | Titolo italiano   | Data di pubblicazione |
| -- | --------------------- | ----------------- | --------------------- |
| 1  | Anfänge und Enden     | Principio e fine  | 21 giugno 2019        |
| 2  | Dunkle Materie        | Materia oscura    | 21 giugno 2019        |
| 3  | Gespenster            | Spettri           | 21 giugno 2019        |
| 4  | Die Reisenden         | I viaggiatori     | 21 giugno 2019        |
| 5  | Vom Suchen und Finden | Persi e ritrovati | 21 giugno 2019        |
| 6  | Ein unendlicher Kreis | Un ciclo infinito | 21 giugno 2019        |
| 7  | Der weiße Teufel      | Il diavolo bianco | 21 giugno 2019        |
| 8  | Enden und Anfänge     | Fine e principio  | 21 giugno 2019        |

## Principio e fine
- Titolo originale: Anfänge und Enden
- Diretto da: Baran bo Odar
- Scritto da: Jantje Friese, Daphne Ferraro
- Durata: 53:56

### Trama
21 giugno 1921
Il 21 giugno 1921, nelle profondità delle grotte di Winden, un uomo sconosciuto ed il giovane Noah stanno lavorando alla creazione della porta che, in futuro, collegherà le varie epoche temporali. Quando lo sconosciuto mostra delle perplessità relative al lavoro da portare a termine, Noah lo uccide a sangue freddo con un piccone.
Dopo aver istruito la sua controparte giovane sulle relazioni fra le varie epoche temporali, Noah adulto si reca dal misterioso Adam (un uomo con il volto completamente sfigurato), a cui dice che Bartosz è deciso a collaborare con loro e che non nutre nessun sospetto riguardo a quanto Noah gli ha confidato.
Mancando soltanto 6 giorni all’inizio dell’ultimo ciclo, ovvero il 27 giugno 2020, Adam intima a Noah di trovare le pagine mancanti del famoso diario.
21 giugno 2020: sei giorni all'Apocalisse
Ormai sono trascorsi più di 6 mesi dalla scomparsa di Erik, di Mikkel, di Yasin, di Jonas, del vecchio Helge e di Ulrich. In un clima di disperazione e sconforto, il caso viene assegnato al detective W. Clausen, che inizia a collaborare con Charlotte e Wöller.
Mentre Regina affronta la chemioterapia, Bartosz riceve un messaggio da Martha, che gli dà appuntamento sotto il ponte della città.
Dopo aver parlato della loro recente rottura, Bartosz accusa Martha di averlo lasciato a causa di Jonas, che risulta scomparso ormai da mesi, ma la ragazza gli risponde a tono, dicendogli di aver capito che Bartosz nasconde un segreto; dopodiché, Martha se ne va.
Magnus e Franziska, che ora stanno ufficialmente insieme, parlano di tutto quello che è successo in quei mesi; successivamente, la ragazza lo saluta, dicendogli che deve andare a prendere la sorella Elisabeth da un’amica. Tuttavia Magnus, non fidandosi ancora di lei, la segue e la vede lasciare una misteriosa lettera nel suo nascondiglio segreto, nel folto del bosco.
Successivamente, la lettera di Franziska viene recuperata dalla prostituta transgender, Bernadette, che al suo posto vi lascia una mazzetta di soldi.
Cercando tra i ricordi che Charlotte ha conservato del suo nonno adottivo, H.G. Tannhaus, l’unico parente con cui è cresciuta, Elisabeth riconosce Noah in una vecchia fotografia del 1921, presente in un libro antiquato dalla copertina blu, quindi la mostra a Peter, che a sua volta la fa vedere a Charlotte.
A casa Kahnwald, intanto, giunge lo Straniero, che rivela la propria identità alla madre Hannah, dicendole che ha tentato di distruggere il wormhole, ma che in realtà l’ha semplicemente chiuso, rendendo impossibile al giovane Jonas di tornare nel proprio tempo.
Nonostante l’incredulità iniziale, alla fine Hannah riconosce il figlio e gli permette di rimanere.
Tra le carte e gli appunti del padre, Martha e Magnus scoprono le mappe delle caverne in cui Katharina si dirige ogni giorno, alla ricerca della porta di metallo sigillata che le collega alla centrale, forse speranzosa di ritrovare il figlio e il marito scomparsi.
Proprio la centrale di Winden è ormai in procinto di chiudere e, nell’ultima settimana di apertura, Aleksander vi fa riportare e nascondere i barili gialli contenenti il materiale radioattivo.
Bartosz, verso sera, si reca alle caverne situate nel folto del bosco per incontrarsi con Noah, che gli chiede se è pronto. Dopo la risposta affermativa del giovane, i due si dirigono all’interno delle grotte.
Wöller si reca alla roulotte della prostituta transgender Bernadette per chiederle un favore; qui, scopriamo che i due sono fratello e sorella.
21 giugno 2053
Nel futuro, dopo che Jonas ha fatto un intenso sogno su Martha, il ragazzo si alza ed inizia a girovagare per la città di Winden ormai in rovina, dopo essere stata colpita dall’Apocalisse del 27 giugno 2020.
Un esercito guidato da una donna sordomuta, ovvero l’ormai adulta Elisabeth, impedisce a chiunque di entrare all’interno della cosiddetta “zona morta”: alcuni trasgressori, che accusano Elisabeth di nascondere quello che vi è all’interno, vengono condannati a morte e giustiziati al grido “Sic Mundus Creatus Est”.
Jonas, tuttavia, è desideroso di tornare nella propria epoca temporale e, dopo essere stato nel bunker dei Doppler (dove sono presenti varie cassette registrate dalla Claudia adulta), decide di entrare nella zona morta e di raggiungere la centrale nucleare ormai distrutta. Al suo interno, superata una porta con incisa sopra la scritta “Sic Mundus Creatus Est”, il ragazzo scopre una strana sfera nera, che ruota in aria deformandosi.

## Materia oscura
- Titolo originale: Dunkle Materie
- Diretto da: Baran bo Odar
- Scritto da: Jantje Friese, Ronny Schalk
- Durata: 54:58

### Trama
22 giugno 1987
Mikkel, che ora vive con la madre adottiva Ines, fa ancora fatica ad ambientarsi nel passato e un giorno, invece di andare a scuola, decide di tornare a casa passando attraverso il bosco, quando improvvisamente percepisce che qualcuno sta viaggiando nel tempo. Il bambino, allora, corre verso le caverne per tornare nel proprio tempo ma, giunto all’entrata, trova Noah adulto, che lo convince a non farlo.
Egon si reca a casa della figlia, che nel frattempo ha ripreso con sé la sua cagnolina Gretchen, per accompagnare a scuola la nipote Regina.
Alla centrale nucleare, Claudia riceve la visita della se stessa anziana, che la inizia ai viaggi nel tempo e che le spiega che ormai mancano soltanto sei giorni al 27 giugno, data in cui si verificherà l’Apocalisse che segnerà l’inizio dell’ultimo ciclo temporale. Claudia anziana aggiunge inoltre che, fino a quel giorno, tutte le cose devono andare esattamente come sono sempre andate ed avvisa la sua versione adulta che il suo compito è quello di sconfiggere Adam.
Ormai in pensione, Egon decide d’interrogare Helge riguardo alla scomparsa di Mads, domandandogli perché, il giorno della sparizione del bambino, non abbia preso la strada che passava attraverso il bosco. Spaventato, Helge gli rivela che l’uomo col sasso (ovvero Ulrich), che 34 anni prima aveva cercato di ucciderlo, gli aveva detto di poter cambiare il corso degli eventi, ma che in realtà nessuno può farlo, neanche quella misteriosa persona che viene chiamata “diavolo bianco”.
Successivamente Egon, ricordando che già anni prima Helge gli aveva parlato del cosiddetto “diavolo bianco”, si reca all’ospedale psichiatrico per fare alcune domande ad un vecchio paziente: si tratta di Ulrich ormai anziano, che non è mai riuscito a tornare nella sua epoca. Ricordandosi di Egon, l’anziano Ulrich pronuncia la strofa della canzone che il poliziotto aveva già sentito a casa della versione giovane di Ulrich, credendo che avesse a che fare col satanismo: «My only aim is to take many lives. The more, the better I feel». Dopodiché, Ulrich dice all’uomo che non gli resta più molto da vivere e che il suo destino è quello di morire senza aver capito niente delle vicende su cui ha indagato per anni.
Seguendo le indicazioni della sua controparte anziana, la Claudia adulta scava nel giardino di casa sua e trova la famosa macchina del tempo in ottone, seppellita tempo prima dalla se stessa anziana.
22 giugno 2020: cinque giorni all'Apocalisse
Charlotte e Clausen iniziano le indagini interrogando Regina, che mostra loro tutti i ritagli di giornale trovati nella camera che lo Straniero (la cui identità è a loro ancora sconosciuta) aveva precedentemente affittato nel suo hotel.
Franziska riceve la visita di Magnus che, dopo averle rivelato di averla seguita nel folto del bosco, l’accusa di prostituirsi insieme a Bernadette per racimolare soldi. La ragazza gli spiega quindi che, in realtà, lei consegna solo le ricette mediche del padre per la terapia ormonale alla prostituta transgender in cambio di soldi; dopo un litigio tra i due, Magnus se ne va.
Fra i vari ritagli consegnati alla polizia da Regina, Charlotte trova una foto di una pagina del libro scritto dal suo nonno adottivo, Tannhaus: decide allora di tornare da Peter, chiedendosi perché, all’interno del vecchio libro blu di suo nonno, ci fosse la foto del gruppo Sic Mundus del 1921 con anche Noah ritratto e perché Tannhaus non le abbia mai rivelato chi in realtà fossero i suoi veri genitori.
Lo Straniero spiega ad Hannah il funzionamento della macchina del tempo e poi la porta nel 1987, per farle conoscere la verità sul marito. Qui, la donna vede Mikkel giocare con Ines in quella che poi diventerà la loro casa e, come Jonas prima di lei, capisce che Michael Kahnwald altri non è che Mikkel Nielsen.
22 giugno 2053
Ascoltando le registrazioni della Claudia adulta, il giovane Jonas capisce che la strana sfera deforme presente nella zona morta (sfera che Claudia chiama “particella di Dio”) è in grado di far viaggiare nel tempo. Il ragazzo prova quindi ad attivarla ma, a causa del poco carburante presente nel generatore di energia, la sfera rimane stabile solo per qualche secondo, prima di tornare a deformarsi. Jonas, allora, si procura del carburante e cerca di rientrare nella zona morta, ma viene scoperto da alcuni soldati dell’esercito guidato da Elisabeth, la quale decide di condannarlo a morte.
Durante l’esecuzione, Jonas accusa Elisabeth di aver mentito, dicendo che in realtà il paradiso da lei promesso non esiste affatto e, anzi, la sfida a dire pubblicamente cosa si nasconde nella zona morta: a quel punto Elisabeth, apparentemente senza motivo, decide di risparmiarlo e di farlo rinchiudere in una prigione.
Quella stessa notte, Jonas viene liberato dalla giovane vice di Elisabeth, Silja, che gli chiede di mostrarle cosa si nasconde dentro la zona morta. Jonas la porta allora nel laboratorio della vecchia centrale nucleare dove, grazie al carburante recentemente recuperato, riesce finalmente a stabilizzare la sfera rotante. Dopo aver spiegato alla ragazza che quella sfera permette di viaggiare di 33 anni nel tempo, Jonas entra dentro di essa.

## Spettri
- Titolo originale: Gespenster
- Diretto da: Baran bo Odar
- Scritto da: Jantje Friese, Marc O. Seng
- Durata: 56:16

### Trama
23 giugno 1954
Dopo averlo definitivamente convinto a collaborare con lui, Noah adulto riporta il piccolo Helge nel 1954, anno a partire dal quale Noah diventa l’unica persona di cui Helge si fiderà.
Helge bambino torna quindi a casa dai genitori, Greta e Bernd, ma smette di parlare e non racconta a nessuno, nemmeno alla polizia, cosa gli sia accaduto durante l’anno di sparizione.
La giovane Claudia sorprende la madre Doris in atteggiamenti intimi con Agnes, la quale, per mandarla via, le dà alcuni soldi per comprarsi delle caramelle; successivamente, la donna esce di casa a sua volta, per sbrigare alcune commissioni.
Daniel ed Egon, alla centrale di polizia, parlano del misterioso Ulrich, che ancora non si è deciso a rivelare loro la propria identità. Egon però è distratto e, alla fine, intraprende un discorso sul matrimonio con il suo capo, rivelando di avere problemi coniugali con Doris.
Claudia e Tronte stanno facendo una passeggiata nel bosco ed il ragazzo le rivela che sua madre Agnes ha un fratello, che però la donna odia.
Nel frattempo, Agnes si reca al bunker di Helge e incontra la versione anziana di Claudia, che le dice che deve fermare suo fratello, che altri non è che Noah, e che l’organizzazione Sic Mundus sta preparando il prossimo ciclo; dopodiché, le lascia un foglio di giornale strappato.
Successivamente, recatasi in chiesa, Agnes incontra Noah, il quale non nasconde la sua ostilità nei confronti della sorella: il prete le imputa infatti di aver abbandonato il gruppo Sic Mundus per collaborare con la Claudia anziana contro Adam. Tuttavia, Agnes dice a Noah che le pagine mancanti del diario, che Adam desidera ardentemente, le ha proprio Claudia e che lei le farà avere ad Adam in cambio della propria riammissione nel gruppo Sic Mundus, prima dell’inizio dell'ultimo ciclo. Alla fine, la donna mostra al fratello la pagina del giornale strappato che le aveva precedentemente consegnato Claudia, per poi andarsene.
Egon tenta di parlare con un Ulrich instabile, rinchiuso ormai da un anno e con una camicia di forza addosso, che inizia a mostrare qualche segno di squilibrio mentale; non ottenendo da lui nessuna informazione utile sulla presenza di eventuali complici nel rapimento di Helge, Egon lascia Ulrich in cella e poi torna nel suo ufficio, dove riceve la visita della Claudia anziana. La donna si scusa con lui per come le cose devono andare, dicendogli che è un uomo troppo buono e che il mondo non se lo merita. Egon non capisce le parole della vecchia, le quali, tuttavia, iniziano ad inquietarlo quando vengono ripetute a casa Tiedemann dalla sua giovane figlioletta Claudia: anch’ella, infatti, vedendo il mazzo di fiori che Egon ha comprato per la moglie, gli dice che è un uomo troppo buono e che il mondo non se lo merita.
Appreso dalla sorella ciò che deve compiere, Noah adulto raggiunge Claudia anziana nel folto del bosco e la affronta: la donna afferma che la vicenda in cui sono tutti coinvolti è un gioco al quale Noah non ha ancora imparato a giocare e che, anzi, lui è solo una pedina nelle mani di Adam. Noah, allora, uccide Claudia sparandole e poi, dal suo cadavere, recupera le pagine mancanti del diario, trovando tuttavia in esse qualcosa che lo fa disperare, soprattutto riguardo a Charlotte.
23 giugno 1987
Dopo che Helge (nel frattempo internato alla casa di cura) le ha rivelato che è in corso una battaglia fra bene e male per il controllo sui viaggi nel tempo, Claudia adulta, ritrovata la macchina del tempo seppellita dalla se stessa anziana, si reca dal vecchio Tannhaus, il quale le spiega come farla funzionare.
Tannhaus conosce il funzionamento della macchina perché, nel lontano 1954, la Claudia anziana, dopo avergli consegnato il suo stesso libro ancora non scritto, disse all’allora giovane orologiaio che, un giorno, lui stesso avrebbe spiegato alla Claudia adulta il funzionamento della macchina del tempo, a sua volta rivelatogli qualche mese prima dallo Straniero. Inoltre, Tannhaus spiega a Claudia adulta il concetto del Paradosso di Bootstrap, secondo cui un oggetto o un’informazione può viaggiare nel tempo, in modo tale da perdere completamente la propria origine, in un ciclo infinito in cui esiste da sempre: è il caso del libro di Tannhaus.
Nonostante gli sia stato diagnosticato un cancro in fase avanzata, Egon sta ancora cercando di svelare due misteri: quello dei due ragazzini trovati morti alla centrale nucleare nel 1953 e quello della scomparsa di Mads, avvenuta l’anno prima.
Per cominciare, Egon si reca da Ines, chiedendole se il figlio adottivo Mikkel (nel frattempo ufficialmente divenuto Michael Kanhwald) abbia mai nominato i propri genitori e se, nella fattispecie, abbia mai parlato di un certo Ulrich. Ines nega ed Egon, impossibilitato a parlare con Mikkel, dato che il bambino sta dormendo, esce di casa, ma non prima di aver visto su un mobile delle pasticche di sonnifero, che Ines giustifica affermando di avere difficoltà a dormire.
Alla fine, l’uomo riesce a farsi dare da Ines una foto di Mikkel per le sue indagini.
Dopo aver parlato del cancro alla figlia Claudia, Egon scopre che le parole che nel 1954 Ulrich gli aveva detto («My only aim is to take many lives. The more, the better I feel») appartengono ad un album di musica uscito solo l’anno prima, nel 1986. A quel punto, va nuovamente a far visita all’Ulrich anziano, arrestato da lui stesso 33 anni prima: le parole della canzone e la previsione del suo cancro hanno infatti spinto Egon a pensare che l’uomo possa conoscere il futuro.
 L’anziano poliziotto chiede ad Ulrich spiegazioni sulle parole della canzone e gli domanda anche se sappia qualcosa su un certo “diavolo bianco”, nominatogli precedentemente da Helge. Ulrich, a quel punto, rivela per la prima volta il suo vero nome ed Egon, improvvisamente, ricorda che il bambino sbucato fuori dal nulla l’anno prima, ovvero Mikkel, aveva dichiarato che suo padre si chiamava proprio Ulrich. Egon mostra quindi ad Ulrich la foto di Mikkel ricevuta da Ines e l’uomo ha immediatamente una reazione scomposta, afferrando Egon per la gola e chiedendogli dove sia finito suo figlio.
23 giugno 2020: quattro giorni all'Apocalisse
La Claudia adulta del 1987 giunge nel 2020 con la macchina del tempo, dove scopre che la figlia Regina è malata di cancro e destinata a morte certa.
23 giugno 1921
Tornato nel covo del gruppo Sic Mundus, Noah dice ad Adam di aver ucciso Claudia ma, quando questi gli chiede se abbia trovato le pagine mancanti del diario, Noah mente, rispondendogli che Claudia non le aveva con sé. L’anziano gli dice allora che, uccidendo la donna, le ha fatto comunque avere quel che si meritava e, fissando una foto di Claudia da giovane, aggiunge che, prima o poi, tutti avranno quello che si sono meritati.

## I viaggiatori
- Titolo originale: Die Reisenden
- Diretto da: Baran bo Odar
- Scritto da: Jantje Friese, Martin Behnke
- Durata: 1:00:48

### Trama
24 giugno 1921
Entrato nella sfera rotante, il giovane Jonas si risveglia in un campo di grano vicino a Winden, con una vistosa ferita al collo. Il ragazzo viene soccorso da due contadini, che lo portano in una taverna dove viene a sapere di essere finito nel 1921: scioccato, Jonas va a dormire per recuperare le forze e, al suo risveglio, trova nella stanza il giovane Noah. Nella stanza è inoltre presente un quadro raffigurante il disegno di Sic Mundus che Noah adulto ha tatuato sulla schiena.
Jonas cerca di tornare nella sua epoca temporale attraverso le caverne, ma scopre che il passaggio non è stato ancora ultimato, così il giovane Noah lo avvisa che serviranno ancora 32 anni affinché esso entri in funzione; dopodiché, lo conduce in una chiesa, per fargli finalmente incontrare i “viaggiatori”: qui, lo accoglie Noah adulto, il quale lo porta da Adam, leader dell’organizzazione Sic Mundus.
I due Noah restano nell’atrio della stanza ovale, ma quello giovane, vedendo che il se stesso più adulto ha fra le mani il famoso diario, gli chiede chi lo abbia scritto; Noah adulto risponde allora che è stato scritto da chi ha già visto sia il passato che il futuro.
Nella sala principale del covo, Adam dice a Jonas che tutto è ormai pronto per l’inizio dell’ultimo ciclo, ma il ragazzo gli risponde dicendogli che vuole solo porre fine a tutta quell’assurda vicenda, chiedendogli poi quale sia la sua vera identità. Adam, pertanto, dopo avergli rivelato che il suo corpo è sfigurato a causa dei tanti viaggi nel tempo, si slaccia il colletto della camicia, mostrando i segni di una vistosa ferita al collo: Adam è Jonas stesso, ormai anziano.
24 giugno 2020: tre giorni all'Apocalisse
Dopo aver fatto lo stesso sogno che, in precedenza, aveva fatto anche Jonas, Martha si risveglia tutta sudata in camera sua e, successivamente, si mette a piangere.
Charlotte si è finta malata per non andare al lavoro; al contrario, la donna è restata a casa per frugare fra le vecchie cose appartenute un tempo al suo nonno adottivo, quando improvvisamente riceve una chiamata da parte di Hannah.
Magnus è a casa con la sorella, dove poco dopo riceve la visita di Franziska ed Elisabeth: la ragazza è andata lì per scusarsi, in un certo senso, con lui.
Successivamente, i quattro giovani parlano del fatto che i loro genitori si stiano comportando in modo strano, in quell’ultimo periodo.
Clausen continua ad indagare e, accompagnato da Wöller, va alla centrale nucleare per interrogare Aleksander, al quale chiede informazioni sul suo arrivo a Winden di 34 anni prima e il motivo che lo ha spinto a prendere il cognome della moglie, Tiedemann, invece di mantenere il proprio. Aleksander risponde che lo ha fatto per far sì che il nome della famiglia Tiedemann potesse continuare ad esistere, visto che Regina non ha fratelli. Quando gli viene chiesto quale sia il suo vero cognome, Aleksander risponde che esso è Köhler.
Charlotte si reca a casa di Hannah, dove fa la conoscenza dello Straniero, alias Jonas adulto. Dopo aver appreso qual è la sua storia, la poliziotta chiede a Jonas chi sia Noah, mostrandogli una sua foto e ricevendo come risposta: «È uno di loro, uno dei viaggiatori».
Magnus e Martha, stanchi di essere tenuti all’oscuro di tutto, vengono accompagnati da Franziska ed Elisabeth nel bosco, dove entrano nelle caverne di Winden per trovare finalmente delle risposte. Una volta giunti sul posto, però, incontrano Bartosz, di ritorno con una valigia contenente l’apparecchio in ottone costruito da Tannhaus. I quattro gli chiedono spiegazioni ma, non ottenendole, legano Bartosz a terra e lo lasciano da solo dentro alla caverna, rubandogli la macchina del tempo e portandola via con loro.
Hannah e lo Straniero vengono portati da Charlotte nel bunker dei Doppler, dove lei e il marito stanno indagando circa l’esistenza dei viaggi nel tempo. Qui, Peter racconta loro dell’esistenza di una viaggiatrice, che altri non è che Claudia, che disse a lui e a Tronte cosa fare dopo il ritrovamento del cadavere di Mads.
I quattro decidono allora di mettere al corrente della vicenda anche Katharina, che però si rifiuta di credere che Ulrich e Mikkel siano dispersi in epoche temporali diverse. La donna, però, cambia idea quando, fra le foto scolastiche dei decenni passati, trova una vecchia immagine del 1986, che ritrae proprio il piccolo Mikkel.
Claudia adulta, arrivata con la macchina del tempo nel presente, si reca alla biblioteca pubblica per cercare notizie sulla se stessa del futuro e sul padre, scoprendo che Egon, nel 1987, morirà il 26 giugno, ovvero nel giro di tre giorni.
24 giugno 2053
Elisabeth viene affrontata dalla sua vice, Silja, circa la presenza della massa nera rotante all’interno della centrale nucleare in rovina, chiedendole che cosa sia. La donna sordomuta le risponde dicendole che si pensava che quella sfera fosse un pezzo di Dio, ma che in realtà è una parte del diavolo e quindi un’entità maligna.

## Persi e ritrovati
- Titolo originale: Vom Suchen und Finden
- Diretto da: Baran bo Odar
- Scritto da: Jantje Friese, Ronny Schalk
- Durata: 56:24

### Trama
25 giugno 1921
Adam parla con il giovane Jonas del tempo, che associa ad un Dio per niente misericordioso con gli esseri umani, poi gli spiega che l’obiettivo primario dell’organizzazione Sic Mundus è quello di creare un mondo senza tempo che, come tale, non contenga l’eterna ed immutabile catena di dolore che il tempo comporta. Inoltre, Adam rivela a Jonas che c’è un unico modo per fermare tutto ed uscire da quel loop infinito: il ragazzo deve viaggiare nel tempo ed impedire l’evento che ha dato inizio a tutto, ovvero il suicidio di suo padre. In questo modo, tutto ciò che è seguito a quel fatto non avverrà mai: Mikkel non tornerà indietro nel tempo, non conoscerà Hannah e, di conseguenza, Jonas (come anche Adam) non nascerà mai.
Il viaggio del ragazzo viene reso possibile da una sfera simile a quella nella quale Jonas è entrato nel 2053 e che Adam è riuscito a ricreare, rendendola capace di portare le persone esattamente nel giorno che desiderano, eludendo quindi il vincolo dei 33 anni.
Jonas, alla fine, accetta di pagare il prezzo e, sotto lo sguardo di Adam, entra nella sfera rotante.
25 giugno 1987
Claudia propone a suo padre di trasferirsi da lei e Regina, per stare insieme prima della sua morte, che la donna ormai sa essere questione di giorni.
Successivamente, Claudia scopre da Bernd che, nell’estate dell’86, dopo un guasto alla centrale nucleare, i tecnici rivelarono la presenza della cosiddetta “particella di Dio”. La donna vorrebbe dunque rendere nota tale scoperta, ma Bernd le dice che le lascerà in eredità la centrale solo se lei imparerà a tenere per sé e a salvaguardare alcuni segreti, almeno fino a quando lui sarà ancora in vita.
Ulrich anziano, riuscito a fuggire dalla clinica psichiatrica, raggiunge casa Kahnwald e, dopo 33 anni, finalmente ritrova Mikkel, che lo riconosce dopo uno scambio di battute tra i due.
Padre e figlio cercano quindi di raggiungere le grotte per tornare nel 2019, ma vengono fermati da Egon e dagli altri poliziotti: Ulrich viene nuovamente segregato nell’ospedale psichiatrico, mentre Mikkel viene riportato a casa da Ines, che gli prepara una bevanda calda nella quale versa il contenuto di una pasticca presa precedentemente di nascosto nell’ospedale in cui lavora.
25 giugno 2020: due giorni all'Apocalisse
Lo Straniero fa uno strano sogno su lui e Martha, dopodiché sale in camera della madre Hannah e la guarda dormire con una preoccupante espressione in viso; alla fine, l’uomo prende la sua macchina del tempo e se ne va.
Martha e Magnus stanno uscendo di casa con la macchina del tempo sottratta a Bartosz, quando improvvisamente vengono fermati da Katharina, che vorrebbe parlare con loro circa ciò che ha scoperto su Mikkel. Martha, però, accusa la madre di aver trascurato lei ed il fratello per mesi, quindi non le presta ascolto e se ne va con Magnus.
Aleksander, furioso per via delle recenti domande ricevute da Clausen circa il suo cognome, viene informato da Regina che Bartosz, la notte precedente, non è tornato a casa.
Hannah riceve la visita inaspettata di Katharina, che le chiede di portarla nel passato per vedere Mikkel; Hannah, però, non può aiutarla, perché lo Straniero se n’è andato, portando via con sé la macchina del tempo. Le due donne vengono interrotte dall’arrivo di Clausen, che mostra loro lo schizzo dell’identikit dello Straniero fornitogli da Regina, chiedendo se lo conoscano; entrambe rispondono di no.
Lo Straniero si reca a casa Nielsen, dove lascia un pendente raffigurante San Cristoforo, patrono dei viaggiatori, sul letto di Martha.
Franziska, Elisabeth, Martha e Magnus tornano alle caverne, ignari di essere spiati dal Noah adulto. Qui, i quattro ragazzi chiedono a Bartosz come funzioni la macchina del tempo, così lui mostra loro il tutto, teletrasportandoli nel 1987.
Charlotte parla con lo Straniero per scoprirne di più sull’identità di Noah e l’uomo le rivela che esso è un viaggiatore ed una pedina di Adam, così come Claudia che, nel corso degli anni, ha manipolato il giovane Jonas, H.G. Tannhaus, Peter e Tronte. 
Successivamente, Charlotte riceve la visita del Noah adulto, che le dice di aver ucciso i ragazzi scomparsi e di aver compiuto i suoi esperimenti per evitare di perderla nuovamente e che sono anni, ormai, che la sta cercando. Il prete le mostra poi una vecchia foto presa dal famoso diario, nella quale si vede un Noah leggermente più giovane che tiene in braccio una Charlotte appena nata: il prete è infatti suo padre. Charlotte, incredula, gli chiede chi sia sua madre, ma l’uomo si limita a risponderle che ella l’ha amata tanto e che continua tutt’ora a farlo.
Prima di andarsene, Noah afferma anche di aver capito qual è il suo compito, ora: eliminare Adam, facendo in modo che sopravvivano tutti all’Apocalisse del 2020 e non solo quelli che si rifugeranno nel bunker dei Doppler.
Lo Straniero torna a casa Kahnwald, dove ha un duro confronto con Hannah, chiedendole se abbia mai davvero amato Michael o se, dopotutto, preferisca sempre Ulrich; deluso dal silenzio della madre, l’uomo sale in camera sua.
Alla fine, Martha, Magnus, Franziska ed Elisabeth, dopo aver appreso dell’esistenza dei viaggi nel tempo, tornano nel 2020 insieme a Bartosz.
Dopo essere rincasata, Martha scopre la presenza del pendente di San Cristoforo sul proprio letto.

## Un ciclo infinito
- Titolo originale: Ein unendlicher Kreis
- Diretto da: Baran bo Odar
- Scritto da: Jantje Friese, Martin Behnke
- Durata: 54:34

### Trama
20 giugno 2019
È il giorno antecedente al suicidio di Michael e lo Jonas di quel tempo va al lago con Bartosz, Magnus e Martha; qui, i quattro ragazzi parlano di una donna morta molto tempo prima in quello stesso lago e della leggenda del suo cadavere che, a volte, affiora dalle acque.
Successivamente, Jonas trova nella sabbia della spiaggia una moneta raffigurante San Cristoforo, patrono dei viaggiatori: è la stessa identica moneta che, sotto forma di pendente, nel 2020 lo Straniero lascerà sul letto di Martha.
Lo Jonas del 2020, appena arrivato in città grazie alla sfera rotante di Adam, s’imbatte per caso nella macchina di Ulrich e Katharina, che stanno portando il piccolo Mikkel dal medico, visto che ha contratto la rosolia. Mikkel, seduto sui sedili posteriori, allunga il braccio verso Jonas e gli porge il pugno per salutarlo, ma Katharina intima a Jonas di non toccare il bambino a causa della malattia. Lo Jonas del 2020, però, non spiccica parola perché, essendo a conoscenza di chi in realtà si trova davanti, è sotto shock.
Alla fine, Ulrich dice al giovane che, se quella sera andrà alla loro festa, renderà molto felice Martha, facendo capire che la figlia ha una palese cotta per lui.
Dopo i saluti di congedo, Ulrich, Katharina e Mikkel si allontanano in auto.
Lo Jonas del 2019 e Martha stanno parlando del futuro, stesi sulla spiaggia, in riva al lago; proprio quando Martha prova a baciarlo, Magnus interrompe i due, così Jonas se ne va, dovendo raggiungere la nonna Ines. La scena è però osservata dallo Jonas del 2020, tornato nel 2019 per impedire il suicidio del padre ed evitare quindi, come gli ha detto Adam, che tutta la vicenda abbia inizio. 
Poco dopo, lo Jonas del 2020 si avvicina ad una Martha stupita di vederlo tornare subito dopo essersene andato, quindi la bacia con passione, dicendole che loro due sono fatti per stare insieme e che lei non deve mai credere che non sia così; dopodiché, se ne va anche lui, diretto a casa propria per incontrare Michael e approfittando del fatto che tutti si siano recati dai Nielsen per festeggiare i venticinque anni di matrimonio fra Ulrich e Katharina.
Aleksander legge sul giornale uno strano articolo riguardante un omicidio avvenuto a Marburgo 33 anni prima e mai risolto. Successivamente, l’uomo chiama Wöller chiedendogli di controllare una cosa da parte sua, ma di mantenere il segreto.
Ulrich e Katharina si fermano a casa Kahnwald per prendere in prestito alcuni bicchieri per la festa di quella sera.
 Mentre i coniugi Nielsen parlano con Hannah, Mikkel entra in casa per poter usare il bagno e, quando esce, s’imbatte in Michael, la sua versione adulta, che ha una reazione scomposta alla vista del se stesso più giovane.
Finalmente giunge l’ora della festa a casa Nielsen. Gli unici a non partecipare all’evento sono Michael, incapace di reggere lo sguardo di Ulrich e del se stesso più giovane, e Peter, lasciato solo da Charlotte che, dopo la scoperta del tradimento del marito, si è gradualmente allontanata da lui.
Quella sera, Peter torna dalla prostituta transessuale con la quale si frequenta, Bernadette, ignaro del fatto che Franziska lo stia osservando da lontano.
Alla festa dei Nielsen, Ulrich ed Hannah s’incontrano casualmente in giardino per fumare una sigaretta e, ripetuto durante un temporale lo stesso, identico dialogo sull’imminente Apocalisse che avevano pronunciato anche da ragazzi, nel 1986, riguardo alla vicenda di Chernobyl, diventano amanti.
 Nel mentre, lo Jonas del 2019 e Martha si baciano, per poi avere un rapporto sessuale.
Lo Jonas del 2020 arriva a casa sua e incontra Michael. Qui, il ragazzo gli confida di sapere tutto, ma il padre non capisce di cosa il figlio stia parlando, finché Jonas non gli porge il pugno secondo l’usanza che avevano lui e Mikkel, dicendogli infine che sa che il suo vero nome non è Michael Kahnwald, ma Mikkel Nielsen.
Ad un Michael parecchio turbato, Jonas dice che è possibile impedire che tutta la vicenda avvenga nuovamente, a patto che non accada l’evento che ha dato origine al tutto: il suicidio di Michael. Sentendo quelle parole, però, Michael rimane perplesso, mostrando che in realtà non aveva nessuna intenzione di suicidarsi. Jonas, a quel punto, chiede al padre cosa fosse successo la notte della sua scomparsa nelle caverne e Michael gli risponde che fu proprio lui a condurlo nel passaggio segreto: la presenza che aveva spaventato i ragazzi, la sera del 4 novembre 2019, era proprio lo Jonas del 2020, il quale stava osservando se stesso ed i suoi amici alle grotte, intenti a recuperare la droga di Erik; non appena lo Jonas del 2019 perse di vista Mikkel, quello del 2020 entrò in azione, portando il bambino nel tunnel temporale e convincendolo a trascorrere la notte nelle caverne, per poi abbandonarlo lì mentre dormiva. 
Ripercorrendo mentalmente gli eventi, Michael capisce che forse Jonas non è giunto lì per impedirgli di suicidarsi ma, al contrario, per fargli capire di doverlo fare, in modo tale che le cose vadano esattamente come sono già andate e che lui possa in questo modo nascere. In quel preciso momento, entra in casa loro la Claudia anziana, la quale dice a Jonas che Adam l’ha ingannato e che lo sta usando non per impedire che gli eventi accadano di nuovo ma, al contrario, affinché essi accadano esattamente come sono sempre accaduti: Adam, infatti, non vuole sistemare le cose, bensì distruggerle una volta per tutte. La donna afferma poi che solo Jonas può porre fine a quella storia e salvare tutti, sebbene l’unico modo per farlo sia lottando contro il se stesso del futuro, ovvero Adam. Ciò, tuttavia, richiederà dei sacrifici: Michael dovrà suicidarsi e scrivere la famosa lettera d’addio per permettere al figlio, in seguito, di venire a conoscenza della sua vera identità, e Jonas, di conseguenza, dovrà portare Mikkel nuovamente indietro nel tempo.
25 giugno 1921
Un uomo e una donna misteriosi entrano nella sala dove si trova Adam: l’uomo gli dice che avrebbe dovuto mettere al corrente Jonas del vero ruolo che egli ha nella vicenda, ma Adam gli risponde che prima deve avere inizio l’ultimo ciclo. 
Dopo che Adam è uscito dalla sala, la donna afferma che tutti devono fare dei sacrifici, rivelando l’identità dell’uomo: si tratta di Magnus, ormai adulto.

## Il diavolo bianco
- Titolo originale: Der weiße Teufel
- Diretto da: Baran bo Odar
- Scritto da: Jantje Friese, Marc O. Seng
- Durata: 58:24

### Trama
26 giugno 2020: un giorno all'Apocalisse
Charlotte rivela a Peter che Noah le ha detto che il mondo sta per finire a causa dell’Apocalisse e che si salveranno solo coloro che troveranno rifugio nel bunker dei Doppler.
Martha, Magnus, Bartosz, Franziska ed Elisabeth si riuniscono per parlare dei viaggi nel tempo e Magnus propone di rivelare la cosa anche a qualcun altro. Martha, però, dopo aver ritrovato il pendente di San Cristoforo, continua a pensare ad un’unica cosa, ovvero che Jonas sia tornato: il suo menefreghismo riguardo alla faccenda fa scoppiare una lite tra lei e Bartosz.
Rubata allo Straniero la macchina del tempo, Hannah decide di tornare nel passato per andare a visitare Ulrich in carcere.
Martha va a casa di Hannah per parlare con lei del possibile ritorno di Jonas, ma qui trova soltanto lo Straniero, che le rivela la propria identità.
Arrivata sul posto per prendere la macchina del tempo dello Straniero, Katharina svela alla figlia la parentela che esiste tra lei e Jonas: dato che il padre di Jonas è Mikkel, Martha è in realtà la zia del ragazzo. A quel punto, una disperata Martha confessa alla madre che Magnus possiede un’altra macchina del tempo, precedentemente sottratta a Bartosz.
Scoperti alcuni indizi importanti, Clausen arresta Aleksander per furto d’identità e, durante un interrogatorio, gli dice di aver ricevuto una lettera in cui il mittente, firmatosi come “un amico”, gli ha rivelato che avrebbe trovato a Winden le risposte sulla sparizione del fratello, scomparso proprio nel 1986: infatti, dopo il divorzio dei genitori, il detective ha preso il cognome della madre, Clausen, mentre il fratello Aleksander ha mantenuto il cognome di famiglia, Köhler. Clausen dice quindi al direttore della centrale che la sua vera identità potrà anche essere ignota, ma che di sicuro lui non è Aleksander Köhler e tanto basta per un arresto con l’accusa di furto d’identità.
Franziska e Magnus, insieme ad Elisabeth, confessano a Charlotte e Peter di aver viaggiato nel tempo, ma i coniugi Doppler si smascherano da soli con il loro silenzio, facendo capire alla figlia maggiore che loro già sapevano dell’esistenza dei viaggi nel tempo.
Nel mentre, Magnus riceve una chiamata dalla sorella, la quale gli rivela che Jonas è tornato, solo che è più vecchio, quindi il ragazzo si reca a casa Nielsen.
Katharina aspetta il ritorno di Magnus, poi si fa consegnare la macchina del tempo dal figlio, quindi se ne va, lasciando soli Magnus e Martha, che confida al fratello di aver appreso dalla madre che Mikkel ed Ulrich sono ancora vivi, solo intrappolati in epoche temporali diverse.
26 giugno 1954
Nel bosco di Winden viene ritrovato il cadavere della Claudia anziana. Egon indaga sull’identità della donna, domandando al piccolo Helge se fosse lei che lo aveva rapito, tenendolo prigioniero per circa un anno: il bambino nega di averla mai vista prima, ma si riferisce a lei come “il diavolo bianco”, che vuole uccidere tutti quanti loro. Quando Egon cerca di tranquillizzarlo, dicendogli che ormai l’anziana donna è morta e che quindi non potrà più fare del male a nessuno, Helge gli dice che in realtà non ha ancora iniziato.
Dopo aver parlato con Egon ed essersi presentata come Katharina Nielsen alla ricerca del marito scomparso, Hannah incontra finalmente Ulrich che, pur di uscire di prigione, le promette che lascerà Katharina se lei lo aiuterà ad andarsene di lì, ma Hannah si rifiuta di farlo, ricordando ad Ulrich come, durante la loro relazione segreta, lui non le abbia mai detto di amarla. Sotto lo sguardo disperato di Ulrich, Hannah se ne va, lasciandolo nell’ospedale psichiatrico e dicendo ad Egon che Ulrich assomiglia molto a suo marito, ma che in realtà non è lui.
Tornata nell’ufficio di Egon, l’uomo vede la valigia che Hannah ha con sé e quindi le domanda se intenda andarsene quella sera stessa da Winden, ma la donna risponde che, nel paese dal quale proviene, ormai ha perso tutto e quindi ora cerca solamente un “nuovo inizio”.
26 giugno 1987
Accompagnato da una Claudia a conoscenza del fatto che quello è il giorno della sua morte, Egon affronta il primo ciclo di chemioterapia per sconfiggere il tumore; durante la cura, l’uomo rivela alla figlia che i viaggi nel tempo esistono veramente.
Tornati a casa dell’ex poliziotto, Claudia sollecita nuovamente il padre a trasferirsi da loro e, quando Egon le dice di non aver ancora capito perché Ulrich abbia cercato di scappare verso le caverne, nel 1953, e perché stia cercando tuttora di farlo, Claudia si mostra aggressiva e insofferente verso l’argomento, negando che ci sia qualcosa di strano nelle caverne e negando anche che esistano i viaggi nel tempo. A quel punto, Egon capisce che la figlia è in qualche modo coinvolta nella vicenda, quindi chiama la centrale di polizia per dire ai suoi ex colleghi di andare a perlustrare le caverne, ma Claudia, nel tentativo di strappargli il telefono di mano, lo fa accidentalmente cadere: in questo modo, Egon sbatte la testa e muore. Tuttavia, prima di esalare l’ultimo respiro, l’uomo vede le mani della figlia sporche di sangue e capisce tutto: è Claudia il famoso “diavolo bianco” di cui gli aveva parlato Helge, 33 anni prima.
Inorridita da ciò che ha fatto, Claudia capisce che quello è il momento preciso della morte del padre, esattamente com’era descritto nel giornale che aveva letto lei nel futuro, pertanto decide di non interferire: cercando di evitare la morte di Egon, Claudia ha finito per esserne lei stessa la causa.
Tornata a casa propria, Claudia viene raggiunta dal giovane Jonas del futuro, quello con la ferita al collo, arrivato dal 2019 e mandato lì dalla Claudia anziana. Dopo averle detto che sa cosa ha fatto e che, tuttavia, la prossima volta non andrà così, Jonas dice a Claudia che ormai non rimane loro molto tempo e che la donna deve andare con lui nel futuro.

## Fine e principio
- Titolo originale: Enden und Anfänge
- Diretto da: Baran bo Odar
- Scritto da: Jantje Friese, Daphne Ferraro
- Durata: 57:52

### Trama
27 giugno 2053
Nella Winden post-apocalittica, Elisabeth adulta apre una scatola nascosta: al suo interno vi sono il cappello che aveva da bambina e alcune fotografie che ritraggono la sua famiglia.
27 giugno 1921
Noah giovane è pronto per diventare un viaggiatore del tempo e compiere tutti i passi che lo porteranno ad essere la sua versione adulta.
Avendo letto le ultime pagine del diario sottratte al cadavere della Claudia anziana e avendo quindi capito di essere sempre stato usato da Adam, Noah adulto lo affronta, cercando di ucciderlo, ma alla fine non ci riesce, perché la sua pistola s’inceppa. Adam, allora, mostra a Noah la foto della piccola Elisabeth, dicendogli che ella non è solo la donna con cui lui concepirà Charlotte, ma anche la figlia della stessa Charlotte. All’improvviso, sotto lo sguardo di un Noah incredulo, entrano nella stanza Magnus e Franziska ormai adulti, insieme ad Agnes, la quale uccide il fratello con un colpo di pistola non appena Adam dichiara che è impossibile fuggire al proprio destino.
Dopo aver indossato una tuta che lo proteggerà durante i viaggi temporali, Adam entra nella sfera nera rotante, viaggiando nel tempo.
27 giugno 1987
Il giovane Jonas spiega alla Claudia adulta che lo Straniero è riuscito a chiudere il passaggio, ma non ad impedire l’inizio dell'ultimo ciclo: seguendo le indicazioni che la Claudia anziana gli ha fornito nell’ultimo anno che i due hanno passato insieme, ora Jonas deve riaprire il passaggio. Il ragazzo, inoltre, chiarisce quali sono gli obiettivi delle due fazioni: lui e Claudia vogliono salvare il mondo dall’Apocalisse, mentre Adam e Sic Mundus ne vogliono creare uno completamente nuovo, distruggendo quello presente.
Dopo aver riaperto il passaggio, il giovane Jonas e la Claudia adulta si recano nel 2020: il ragazzo va in cerca di sua madre e di Martha, la donna ha invece il compito di salvare la macchina del tempo e di portarla al sicuro nel bunker dei Doppler.
27 giugno 2020: giorno dell'Apocalisse
Bartosz parla con sua madre Regina, ormai costretta a letto e senza più capelli a causa delle chemio, consegnandole la foto di lei e Claudia che, in precedenza, gli aveva lasciato la nonna; dopodiché, il ragazzo se ne va.
Lo Straniero cerca di salvare Martha dall’Apocalisse, quindi la preleva con la forza da casa sua e la porta nel bunker dei Doppler, chiudendocela dentro. Poco dopo, però, Martha viene raggiunta da Peter ed Elisabeth, i quali, non avendo trovato Charlotte e Franziska, si sono recati lì da soli: approfittando del loro arrivo, la ragazza scappa e corre a cercare il giovane Jonas.
Magnus e Franziska si trovano sotto il ponte di Winden, dove vengono raggiunti da Bartosz; il ragazzo chiede ai due che fine abbia fatto la macchina del tempo e così Magnus gli rivela che l’ha presa sua madre. I tre decidono allora di mettersi sulle tracce di Katharina, recandosi come prima cosa a casa Nielsen.
Wöller parla con Charlotte e la informa che Clausen ha fatto arrestare Aleksander, poi le racconta dei barili radioattivi che, tempo prima, Aleksander aveva nascosto all’interno del vecchio reattore della centrale nucleare.
A casa Kanhwald, Katharina parla con lo Straniero, il quale le rivela che il passato non può essere cambiato, perché esiste già il futuro a cui il passato stesso è legato: esistendo già il futuro di Mikkel, Katharina non può cambiarne il passato e quindi non può riportarlo nel presente. La donna, allora, gli chiede come mai lui si trovi lì e l’uomo le risponde che fermare l’origine di tutta la vicenda non è possibile, ma è possibile provare a fermare Adam, che della vicenda è il punto d’arrivo. 
Nonostante il loro dialogo, non appena il giovane Jonas riapre il passaggio, Katharina si reca alle caverne, nel disperato tentativo di ricongiungersi con Mikkel e lasciando la macchina del tempo allo Straniero.
Regina, disperata per la sorte del marito, che è stato imprigionato da Clausen, riceve la visita di sua madre, la Claudia adulta del 1987, che deve portare in salvo la macchina del tempo. Riconoscendola, Regina abbraccia la madre in lacrime.
Il giovane Noah, mandato da Adam nel presente e arrivato lì dal 1921, trova lo Straniero a casa di Hannah e lo convince a desistere dall’idea di uccidere Adam, dicendogli che Adam è il salvatore. Noah gli consegna poi una lettera di Martha, dicendogli che il suo compito è quello di salvare dall’imminente Apocalisse Bartosz, Magnus, Franziska e, successivamente, Noah stesso e sua sorella Agnes, per porre così fine al ciclo attuale, permettere al prossimo d’iniziare e aiutare Martha a sopravvivere. Lo Straniero raggiunge quindi i tre ragazzi a casa di Katharina e attiva la macchina del tempo poco prima che l’Apocalisse abbia inizio.
Nel bunker dei Doppler, dove si trovano già Peter ed Elisabeth, giunge anche la Claudia adulta (quella arrivata nel 2020 con il giovane Jonas), che ha portato con sé la figlia Regina adulta. Alla fine, fa la sua comparsa anche il giovane Noah.
Martha, fuggita dal bunker, incontra il giovane Jonas a casa Kahnwald, appena tornato nel presente dopo aver riaperto il passaggio nelle caverne. I due, ritrovatisi dopo tanto tempo, si baciano. In quel preciso momento, però, compare Adam: il vecchio informa la sua versione più giovane che quel giorno, a seguito dell’Apocalisse, verrà creata la materia oscura che permetterà ad Adam stesso, nel futuro, di porre fine a quel mondo. Quindi, per far sì che Jonas diventi ciò che lui è attualmente, Adam spara a Martha, uccidendola e provocando nel ragazzo un dolore che lo accompagnerà fino a quando lui stesso non sarà in grado di lasciarlo andare del tutto, condannando il mondo intero alla distruzione.
Dopo aver ottenuto il mandato per perlustrare la centrale, Clausen inizia a far scavare sotto alla vasca di raffreddamento del vecchio reattore, trovando i famosi barili gialli contenenti le scorie radioattive che Aleksander aveva fatto sotterrare tempo prima.
Charlotte, avendo capito che lo scoperchiamento dei barili porterà all’Apocalisse, raggiunge il collega alla centrale nucleare e cerca di impedire che i barili vengano aperti, ma invano: la materia radioattiva sprigionata dai barili crea una sfera di energia, che collega il 2053 con il 2020 e, attraverso questo varco temporale, Charlotte e sua figlia/madre Elisabeth adulta riescono a vedersi. Nel momento in cui le due donne si toccano, scoppia l’Apocalisse e tutta la città di Winden viene ricoperta da una gigantesca sfera nera.
Pochi istanti prima dell’Apocalisse, davanti ad uno Jonas ancora sotto shock per aver appena visto morire l’amata, compare una giovane Martha completamente diversa, con i capelli corti, la frangia ed un taglietto sotto all’occhio destro; la ragazza ha con sé una macchina del tempo perfezionata e di dimensioni minori. Questa misteriosa Martha fa poi avvicinare Jonas alla sua macchina del tempo, per portarlo via e per salvarlo dall’Apocalisse. Prima di seguirla, però, Jonas chiede alla ragazza da quale epoca temporale ella provenga, ma Martha gli risponde dicendogli che la domanda giusta da porle non è da quale epoca, bensì da quale mondo.